# Funkcja sklejana
Funkcja sklejana, splajn (ang. spline) – rzeczywista funkcja gładka, dla której istnieje rodzina podprzedziałów dziedziny o tej własności, że funkcja ta jest wielomianem na każdym z tych przedziałów

## Definicja
Funkcja rzeczywista {\displaystyle S\colon [a,b]\to \mathbb {R} } nazywana jest sklejaną, gdy istnieją takie punkty {\displaystyle a=t_{0}<t_{1}<\ldots <t_{m}=b,} że restrykcja funkcji {\displaystyle S} do każdego podprzedziału {\displaystyle [t_{i},t_{i+1}],} gdzie {\displaystyle a=t_{0}<t_{1}<\ldots <t_{m}=b,} jest wielomianem.
Funkcja sklejana {\displaystyle S} jest
- stopnia co najwyżej {\displaystyle n,} gdy wszystkie wielomiany {\displaystyle S|_{[t_{i},t_{i+1}]}} są stopnia najwyżej {\displaystyle n,}
- rzędu {\displaystyle s,} gdy wszystkie jej pochodne rzędu {\displaystyle 0,1,\dots ,s-1} są ciągłe dla wszystkich argumentów {\displaystyle x} z przedziału {\displaystyle [a,b].}